# بازیمینی
بازیمینی (به لاتین: Bazimini) یک زیستگاه انسانی در اتحاد قمر است که در آنژوان واقع شده‌است.

## خصوصیات
بازیمینی ۸٬۹۵۲ نفر جمعیت دارد.